# 高肩金線魮
高肩金線魮，又稱高肩金線䰾（学名：Sinocyclocheilus altishoulderus）为輻鰭魚綱鯉形目鲤科金線魮屬的其中一種。分布於亞洲中國廣西壯族自治區東蘭縣地下河流域，本魚體延長且側扁，頭部扁平呈鴨嘴狀，背部隆起呈弓狀，吻突出，口亞下位，側線明顯，背鰭上有8-9條分鰭條，下部後緣有鋸齒，胸鰭長延伸至腹鰭起點後，尾鰭叉形，魚鰭透明，體被鱗片，側線鱗片42-52枚，體色淺灰色，體無斑，體長可達22公分，棲息在地下河底層水域，生活習性不明。

## 扩展阅读
維基物種上的相關：高肩金線魮